# Tinikling

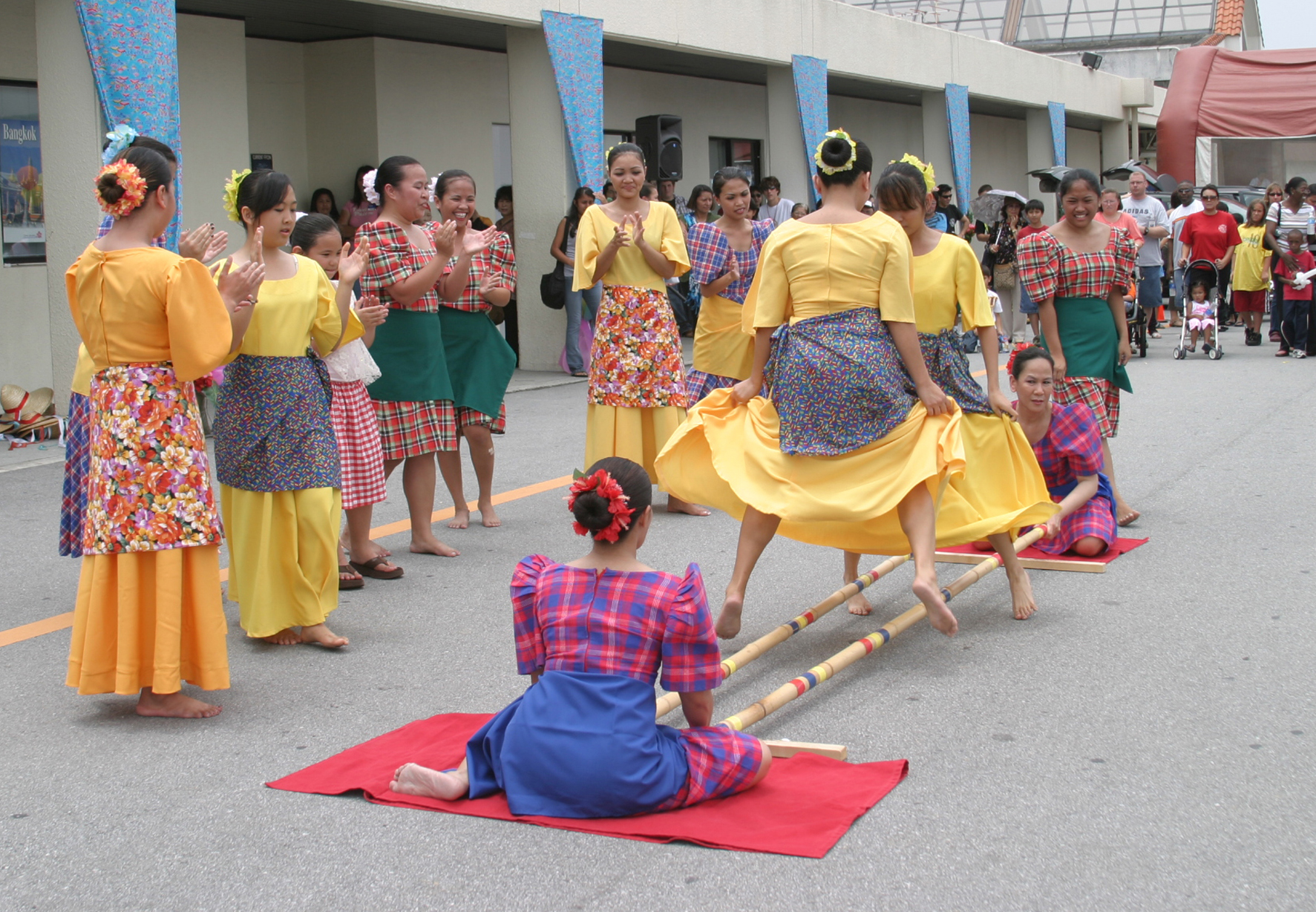
Tiniklingdansare

Tinikling är en filippinsk folkdans. Dansen går till så att två personer håller i två bamburör. Dessa rör hålls strax över marken, så att de slår i marken. Dansarna, som inte håller något, rör sig sedan över och kring bamburören. Ibland anges att rotting används, vilket är föga troligt givet rottingens karaktär.